# Simone Ciburri
Simone Ciburri (né à Pérouse et mort en 1624)  est un peintre italien du début de la période baroque actif en Ombrie de la fin du XVIe et au début du XVIIe siècle.

## Biographie
Simone Ciburri, peintre italien de l'école romaine du début de la période baroque, a peint dans le style de Benedetto Bandiera dont il fut l'élève.

## Œuvres
Basilique Sainte-Marie-des-Anges d'Assise
- Chapelle de l'Incoronata[1] : 
  - Couronnement de la Vierge, 1603
  - Guérison miraculeuse,
  - Saint François et sainte Claire en extase,
  - Le Père éternel.
  - Fresques, Les Saints François et Claire à la Portioncule, 1603,
- L’Eterno che benedice Perugia (1602), Cathédrale san Lorenzo, Pérouse.
- Madonna con Santi et Sant’Antonio da Padova, église san Francesco, Citerna.